# Boston Marathon 1959
De Boston Marathon 1959 werd gelopen op maandag 20 april 1959. Het was de 63e editie van deze marathon.
De Fin Eino Oksanen kwam als eerste over de streep in 2:22.42.
Aan deze wedstrijd mochten geen vrouwen deelnemen.

## Uitslag
| rang   | naam                   | land | tijd    |
| ------ | ---------------------- | ---- | ------- |
| Goud   | Eino Oksanen           | FIN  | 2:22.42 |
| Zilver | John J. Kelley         | USA  | 2:23.43 |
| Brons  | Gordon Dickson         | CAN  | 2:24.04 |
| 4      | Veikko Karvonen        | FIN  | 2:24.37 |
| 5      | Osvaldo-Roberto Suarez | ARG  | 2:28.24 |
| 6      | Bob Pape               | GBR  | 2:28.28 |
| 7      | Nobuyoshi Sadanaga     | JPN  | 2:29.30 |
| 8      | James Green            | USA  | 2:29.58 |
| 9      | Al Confalone           | USA  | 2:33.50 |
| 10     | Geoff Watt             | AUS  | 2:34.37 |

1897 ·
1898 ·
1899 ·
1900 ·
1901 ·
1902 ·
1903 ·
1904 ·
1905 ·
1906 ·
1907 ·
1908 ·
1909 ·
1910 ·
1911 ·
1912 ·
1913 ·
1914 ·
1915 ·
1916 ·
1917 ·
1918 ·
1919 ·
1920 ·
1921 ·
1922 ·
1923 ·
1924 ·
1925 ·
1926 ·
1927 ·
1928 ·
1929 ·
1930 ·
1931 ·
1932 ·
1933 ·
1934 ·
1935 ·
1936 ·
1937 ·
1938 ·
1939 ·
1940 ·
1941 ·
1942 ·
1943 ·
1944 ·
1945 ·
1946 ·
1947 ·
1948 ·
1949 ·
1950 ·
1951 ·
1952 ·
1953 ·
1954 ·
1955 ·
1956 ·
1957 ·
1958 ·
1959 ·
1960 ·
1961 ·
1962 ·
1963 ·
1964 ·
1965 ·
1966 ·
1967 ·
1968 ·
1969 ·
1970 ·
1971 ·
1972 ·
1973 ·
1974 ·
1975 ·
1976 ·
1977 ·
1978 ·
1979 ·
1980 ·
1981 ·
1982 ·
1983 ·
1984 ·
1985 ·
1986 ·
1987 ·
1988 ·
1989 ·
1990 ·
1991 ·
1992 ·
1993 ·
1994 ·
1995 ·
1996 ·
1997 ·
1998 ·
1999 ·
2000 ·
2001 ·
2002 ·
2003 ·
2004 ·
2005 ·
2006 ·
2007 ·
2008 ·
2009 ·
2010 ·
2011 ·
2012 ·
2013 ·
2014 ·
2015 ·
2016 ·
2017 ·
2018 ·
2019 ·
2020 ·
2021 ·
2022